# サムエル・ホルメン
サムエル・トビアス・ホルメン（Samuel Tobias Holmén、1984年6月28日 - ）は、スウェーデン・リュング・オック・アンネルンド出身の元同国代表サッカー選手。現役時代のポジションはミッドフィールダー。

## クラブ経歴
1993年、地元のアマチュアクラブであるアンネルンズIFでサッカーを始め、1998年にIFエルフスボリの下部組織に入団した。2002シーズンからトップチームでプレーし、6シーズンの在籍でアルスヴェンスカン優勝とスウェーデン・カップ優勝をそれぞれ一度ずつ経験した。
2007年8月30日、デンマーク・スーペルリーガのブレンビーIFに移籍し、4年契約を交わした。3シーズンを通してレギュラーとして活躍し、公式戦通算101試合16得点18アシストという記録を残した。
2010年7月からは活躍の場をトルコのスュペル・リグに移し、イスタンブール・バシャクシェヒルFKやフェネルバフチェSKといった国内強豪クラブでシーズンを送り、2013-14シーズンには後者のクラブでリーグ優勝を果たした。スュペル・リグでは、前述の2クラブに加えてブルサスポルとコンヤスポルに短期間在籍し、通算176試合に出場して31得点を挙げた。
アルスヴェンスカンの2017シーズン開幕前に古巣IFエルフスボリへ復帰し、4シーズン後の2021シーズン終了後に現役引退を発表した。

## 代表経歴
2001年からスウェーデンの世代別代表に招集され始め、2004年にはU-21スウェーデン代表としてUEFA U-21欧州選手権2004に出場した。
2006年11月11日、コートジボワール代表との親善試合でスウェーデン代表での初キャップを刻んだ。フル代表初ゴールは2008年1月13日のコスタリカ代表戦であり、1-0での勝利に貢献した。
2012年5月14日、UEFA EURO 2012に臨むスウェーデン代表に招集された。しかし、グループステージ初戦から2連敗を喫した試合での出番は無く、既に敗退が確定していた第3節のフランス代表戦にて12分間のみのプレーで大会を後にした。その後は2013年3月の招集を最後に代表からは遠ざかっていった。

## 人物
セバスティアン・ホルメンは実の弟である。

## 個人成績

### 代表
- 国際Aマッチ 32試合 2得点（2006年 - 2013年）

| スウェーデン代表 | 国際Aマッチ | 国際Aマッチ |
| 年               | 出場        | 得点        |
| ---------------- | ----------- | ----------- |
| 2006             | 1           | 0           |
| 2007             | 3           | 0           |
| 2008             | 8           | 2           |
| 2009             | 9           | 0           |
| 2010             | 2           | 0           |
| 2011             | 1           | 0           |
| 2012             | 7           | 0           |
| 2013             | 1           | 0           |
| 通算             | 32          | 2           |

### 代表での得点
| #  | 日付          | 会場                                     | 対戦国     | 得点 | 結果 | 大会                          |
| -- | ------------- | ---------------------------------------- | ---------- | ---- | ---- | ----------------------------- |
| 1. | 2008年1月13日 | サンホセ, エスタディオ・サプリサ         | コスタリカ | 1–0  | 1–0  | 親善試合                      |
| 2. | 2008年9月10日 | ストックホルム, ロースンダ・スタディオン | ハンガリー | 2–0  | 2–1  | 2010 FIFAワールドカップ・予選 |

## タイトル

### クラブ
IFエルフスボリ
- アルスヴェンスカン : 1回 (2006)
- スウェーデン・カップ : 1回 (2003)
- スウェーデン・スーパーカップ : 1回 (2007)

ブレンビーIF
- デンマーク・カップ : 1回 (2008)

フェネルバフチェSK
- スュペル・リグ : 1回 (2013-14)